# Rudio Lecsan Mérida
Rudio Lecsan Mérida Herrera (nacido el 6 de julio de 1961) es un político guatemalteco que ejerció como diputado del Congreso de Guatemala por Listado Nacional desde 2020 hasta 2024 por el Partido Humanista de Guatemala (PHG), también se desempeña como secretario general de dicho partido político desde 2018.
Mérida fue candidato presidencial en las elecciones de 2023 por el PHG.

## Carrera política
En las elecciones generales de 1995 fue elegido como diputado por la Unión Democrática, en enero de 1996 asumió su curul como legislador, luego fue electo como tercer vicepresidente del Congreso, este último cargo lo ejerció de 1996 a 1997. Su mandato como legislador concluyó en 2000. En ese mismo año, el presidente Alfonso Portillo lo nombró como director de la Policía Nacional Civil en sustitución de Mario René Cifuentes Echeverría. En 2001 dejó el cargo y fue sucedido por Enio Rudelsi Rivera Cardona.
Mérida fue elegido como secretario general del Partido Humanista de Guatemala en 2018, un año después, en las elecciones generales de 2019 fue elegido nuevamente como diputado.
En diciembre de 2022, Mérida fue proclamado como candidato presidencial del Partido Humanista para las elecciones generales de 2023.